# Хашеми, Манучехр
Манучехр Хашеми (перс. منوچهر هاشمی‎ — 'Manouchehr Hashemi') (16 июля 1918, Хой – 7 октября 2007) – офицер иранской шахской контрразведки САВАК. Генерал Хашеми был главой отделений САВАК в провинциях Фарс и Хорасан, а затем руководил отделом контрразведки, широко известным как VIII-й департамент.

## Хашеми во главе контрразведки САВАК (1957–1979)
Изначально САВАК состоял из восьми департаментов, основными из которых были - II-й (внешняя разведка), III-й (внутренняя безопасность) и VIII-й (контрразведка). После карьеры офицера армейской пехоты Манучехр Хашеми стал одним из старших офицеров САВАК, проработавших в спецслужбе дольше всех (с 1957 по 1979 год).
Геополитическое значение Ирана в контексте "холодной войны" сделало его ключевой мишенью для советской разведки и важным полем битвы разведки с участием всех государств, которые преследовали свои интересы в Иране. Для держав не-советского блока, шахская разведка и национальная организация безопасности (САВАК) стали органами, контрразведывательные возможности которых были крайне важны и которые сыграли главную роль в пресечении деятельности советских разведчиков в Иране. Разведывательные органы СССР (КГБ и ГРУ), а также иракский «Мухабарат» проявляли высокую активность в Иране, деятельность которых была направлены на сбор разведывательной информации.
После свержения шахского режима, генерал Хашеми обосновался в Лондоне.

### Поддержка курдских повстанцев в Ираке
Вскоре после победы Ричарда Никсона на президентских выборах 1972 года лидер иракских курдов Мустафа Барзани получил первую финансовую поддержку от ЦРУ и партию оружия через каналы шахской разведки САВАК.
Во время встречи с шахом иорданский король Хусейн I согласился поддержать курдов оружием, «захваченным у палестинских Фидаинов» во время Черного сентября 1970 года. Через САВАК, ЦРУ и Моссад 14 самолетов, полностью загруженных военным снаряжением в аэропорту Мехрабад, а затем доставлены к силам пешмерга. Первый самолет с 10 тоннами оружия и боеприпасов советского производства был успешно доставлен в Иракский Курдистан. Среди вооружения было: автоматы Калашникова АК-47 (500 единиц), советские пистолеты-пулемёты (500 единиц) и 200 000 патронов. К концу октября 1972 года иракские курды получили 222 000 фунтов оружия и боеприпасов из запасов ЦРУ, а также 142 000 фунтов, поставленные через Иран.
Операцией в Иракском Курдистане руководили полковник Иса Педжман и генерал Манучехр Хашеми, Артур Каллахан (начальник отделения ЦРУ в Тегеране) и израильтянин Давид Кимхи.
В отличие от ЦРУ, САВАК и Моссад имели в г. Хаджи Омране постоянных офицеров связи и разведки. Тренируя пешмергу, немногочисленный израильский отряд редко участвовал в тяжелых боях с иракской правительственной армией. Более крупное военное присутствие Ирана состояло из одного артиллерийского дивизиона, одного зенитного дивизиона и нескольких оперативников САВАК.
Затем Иран стал поддерживать курдов дальней артиллерийской поддержкой. С американской стороны ключевой фигурой был бывший директор ЦРУ Ричард Хелмс (посол США в Иране с марта 1973 по январь 1977 гг.). Взгляды Хелмса на поддержку курдов и участие Ирана не оспаривались ЦРУ, а Государственный департамент удвоил масштабы и скрытность участия США в военных операциях в Иракском Курдистане.
Когда Иран увеличил годовую финансовую поддержку иракских курдов до $30 миллионов, США также увеличили годовую поддержку с $3 миллионов до $5 миллионов. Израиль также оказывал Барзани ежемесячную финансовую поддержку в размере $50 000. Генри Киссинджер заявил, что «[мы] желаем ... избежать впечатления о долгосрочных обязательствах, сказав Барзани, что мы будем предоставлять эти дополнительные средства на этот год на ежемесячной основе, но в любом случае подчеркнем, что мы разделяем мнение шаха относительно сохранения оборонительной позиции курдов». К началу 1973 года «курдская карта» всецело находилось в руках Тегерана.
Интересно, что шах и ЦРУ не уведомляли Госдепартамент о своих действиях в Иракском Курдистане. В декабре 1972 года в Багдаде было открыто отделение интересов США, глава которого – Артур Лоури не знал о тайном сотрудничестве САВАК с ЦРУ и Моссад и не имел ни малейшего представления о секретной операции ЦРУ.
Руководители Багдада знали о поддержке курдов Ираном, Израилем и Иорданией, однако они ничего не знали о причастности ЦРУ. Настоящим победителем являлся шах. Тегеран воспрепятствовал участию Барзани в иракском правительстве национального единства и не позволил Багдаду развернуть свою армию вдоль Шатт-эль-Араб. В связи с массовыми продажами США оружия Ирану шах утверждал, что Ирак все больше и больше сблизится с Советским Союзом, что приведет к гонке вооружений в регионе, которая облегчит представление Багдада как советского сателлита и, следовательно, оправдает негосударственную внешнюю политику Ирана в Иракском Курдистане.
6 марта 1975 года на сессии ОПЕК в Алжире при посредничестве алжирского президента Хуари Бумедьена представители Ирана и Ирака подписали соглашение об урегулировании разногласий, связанных с государственными границами и водными ресурсами. Соглашение предполагало, что граница между двумя странами пройдёт в соответствии с положениями Константинопольского договора 1913 года и решениями комиссии по делимитации границ 1914 года. В частности, граница по реке Шатт-эль-Араб должна была пройти по линии тальвега, или срединного русла. По данному соглашению стороны обязывались прекратить диспуты о принадлежности спорных земель и подрывную деятельность на территории друг друга. В частности в рамках этого соглашения предполагалось решение конфликта в Хузестане — регионе Ирана с преимущественно арабским населением.
Вернувшись из Алжира, 12 марта шах пригласил к себе Мустафу Барзани. На встрече в тегеранском дворце Ниаварана шах, видимо не без некоторой неловкости, заявил: «Я договорился с Ираком ради интересов моего народа и моей страны. Сохранение мира с арабскими странами имеет большое значение, и даже западные страны не могут его игнорировать».  Далее шах заявил, что он прекращает всякую помощь Барзани, и пригрозил, что в случае продолжения им войны он закроет границы и будет, в соответствии с новыми обязательствами, оказывать помощь Ираку. Что же касается до Барзани и его пешмерга, то они могут выбирать: либо оставаться в Иране и сражаться до конца в одиночку, либо эмигрировать в Ирак. Иракские же власти объявили амнистию всем, кто участвовал в восстании. “Вы жили в СССР в течение 12 лет и можете жить в Иране, может быть тогда ситуация изменится”.  На этом аудиенция кончилась. Барзани был потрясен до глубины души — его надежный союзник, на которого он опирался в течение стольких лет так легко его «предал» ради таких «ничтожных» интересов. С другой стороны, следует отметить, что шах сам не был заинтересован в чрезмерном усилении курдского национального движения, так как побаивался, что к нему присоединяться и иранские курды.

### Дело «Иран-контрас»
Генерал Хашеми сыграл второстепенную роль в деле Иран-контрас, познакомив Теодора Шекли с Манучехром Горбанифаром и Хассаном Карруби (братом Мехди Карруби).
К лету 1984 года иранские агенты по закупкам обращались к международным торговцам оружием с запросами на приобретение ракет «TOW». Об этом Совету президента США сообщил начальник Ближневосточного отдела оперативного управления ЦРУ.
К ноябрю 1984 года иранцы, связанные с правительством Тегерана, указывали на связь между поставками такого оружия и освобождением похищенных в Ливане американцев. Бывший офицер ЦРУ Теодор Шекли сообщил об этом на собраниях 19-21 ноября 1984 года в Гамбурге. Познакомив Шелки с Манучехром Горбанифаром, генерал Хашеми сказал, что контакты Горбанифара в Иране были «фантастическими». Горбанифар уже был известен ЦРУ, и у ЦРУ не сложилось благоприятного впечатления о его надежности или правдивости его источников. Шекли заявил, что Горбанифар был агентом САВАК и был известен как участник международных сделок и, как правило, считался независимым человеком, которого трудно контролировать. Горбанифар сказал Шекли, что он и другие иранцы хотят помочь сформировать будущую политику Ирана и приблизить Тегеран к Западу.